# Therese Rotzer-Mathyer
Therese Rotzer-Mathyer (* 28. Dezember 1964) ist eine Schweizer Politikerin (Die Mitte, vormals CVP). Sie war von 2014 bis 2022 Nidwaldner Landrätin, seit Juli 2022 ist sie Regierungsrätin des Kantons Nidwalden. 

## Leben und Karriere
Rotzer-Mathyer war von 2004 bis 2010 Mitglied und Vizepräsidentin des Obergerichts Nidwalden und von 2010 bis 2014 Präsidentin der kantonalen Anwalts- und Beurkundungskommission. Von 2014 bis 2020 war sie Präsidentin der CVP Nidwalden und von 2014 bis 2022 Mitglied des Nidwaldner Landrates (2020/2021 Präsidentin). Sie arbeitet als selbständige Rechtsanwältin und Notarin. 
Bei den Ständeratswahlen vom 18. Oktober 2015 kandidierte Rotzer-Mathyer für die Nachfolge von Ständerat Paul Niederberger. Sie unterlag mit 42,6 % gegenüber Hans Wicki, der 54,5 % erreichte.
Bei den Regierungsratswahlen vom 13. März 2022 wurde sie im ersten Wahlgang in die Nidwaldner Regierung gewählt, wo sie die Baudirektion übernahm.
Therese Rotzer wohnt in Ennetbürgen, ist verheiratet und hat zwei Kinder. 